# Jan Pejwe
Jan Woldemarowicz Pejwe, (ros) Ян Вольдемарович Пейве (Jan Woldemarowicz Piejwie), łot. Jānis Peive (ur. 21 lipca?/3 sierpnia 1906 w Siemiencewie k. Toropca, zm. 12 października 1976 w Moskwie) – radziecki i łotewski polityk, premier Łotewskiej SRR w latach 1959-1962, Bohater Pracy Socjalistycznej (1969).
W 1929 skończył Moskiewski Instytut Rolniczy, 1944-1950 był rektorem Łotewskiej Akademii Rolniczej, a 1951-1959 Łotewskiej Akademii Nauk. Od 27 listopada 1959 do 23 kwietnia 1962 premier Łotewskiej SRR. Od 1971 akademik-sekretarz Wydziału Biologii Ogólnej Akademii Nauk ZSRR. Od 22 zjazdu KPZR zastępca członka, a od 23 Zjazdu (8 kwietnia 1966) do 30 marca 1971 członek KC KPZR. Deputowany do Rady Najwyższej ZSRR od 4 do 7 kadencji. Pochowany na Cmentarzu Nowodziewiczym w Moskwie.

## Odznaczenia i nagrody
- Medal Sierp i Młot Bohatera Pracy Socjalistycznej (13 marca 1969)
- Order Lenina (pięciokrotnie)
- Order Czerwonego Sztandaru Pracy (trzykrotnie)
- Order „Znak Honoru” (dwukrotnie)
- Nagroda Leninowska (1964)